# リビング・サウンド・エンターテイメント
リビング・サウンド・エンターテインメント（Living Sound Entertainment）は、アメリカ合衆国のボストンに拠点を置き、レコーディングスタジオ、プロダクション、レコード、パブリッシングの4部門を擁する総合エンターテインメント会社で、日本、ミャンマーにも支部がある。
プロダクション・チームには、グラミー賞を多数受賞しているアメリカ音楽業界屈指のトッププロデューサー陣、また日本では倉木麻衣をプロデュースしたミグエル・ペッソア、久保田利伸を手がけたゴードン・チャンバースなどの音楽プロデューサー、マイケル・ジャクソン、デスティニーズ・チャイルド、ビヨンセなどを担当しMTV賞を総なめにした振付師ラ・ベール・スミス・Jrなど優れた業績を有するメンバーで構成されており、現在のアメリカ音楽業界においてトップクラスの人材と共に仕事を進めている。
音楽制作だけではなく、レコード出版、CDジャケットやポスターなどのアート制作まで自社内で可能であり、2006年4月にはStudio LSEとして自社スタジオをオープンさせ、プロ以外の歌手やバンドにもスタジオを公開しコーディングやCD制作を提供することができるようになった。